# Colin Stamford Crouch
Colin Stamford Crouch (* 14. Oktober 1956 in Bushey; † 16. April 2015 in London-Harrow) war ein englischer Schachspieler (Internationaler Meister) und Verfasser von 15 Schachbüchern.

## Leben
Crouch wurde 1970 Mitglied des Schachclubs im Londoner Stadtteil Harrow und gewann 1972 die Britisch U16-Meisterschaft sowie 1974 die U18-Meisterschaft. 1991 wurde er Internationaler Meister (IM), seine höchste Elo-Zahl betrug 2448. Diese Zahl erreichte er im Juli 2000.
Crouch studierte Geographie, erst an der University of Cambridge, dann an der University of Durham, wo er mit einer Arbeit über Arbeitslosigkeit in Bergbaubetrieben zum Ph.D. promovierte. Er war aktives Mitglied der Fabian Society und der Labour Party.
2004 erlitt Crouch einen Schlaganfall, von dem er sich nie ganz erholte und seit dem er stark sehbehindert war. Danach spielte er sowohl gegen sehende als auch gegen blinde Schachspieler. Bei zwei Schacholympiaden für Blinde spielte er (2008 und 2012) am ersten Brett der englischen Nationalmannschaft. Danach gab er das Spiel gegen Blinde auf, da ihm deren Spielstärke zu gering war. 
In der Four Nations Chess League spielte Crouch bis 2002 in der ersten und zweiten Mannschaft des Barbican Chess Club, mit dem er auch 1996 und 1997 am European Club Cup teilnahm, in der Saison 2003/04 für die North West Eagles, von 2005 bis 2007 für die Hilsmark Kingfisher und in der Saison 2013/14 für e2e4.org.uk.
Auch nach dem Schlaganfall verfasste Crouch Schachbücher. Sein letztes Buch erschien 2013 und hat den Titel Magnus force. How Carlsen beat Kasparov’s record.

## Schriften (Auswahl)
- Magnus force. How Carlsen beat Kasparov’s record. Everyman Chess, London 2013, ISBN 978-1-78194-133-1.
- Fighting chess. Move by move. Everyman Chess, London 2012, ISBN 978-1-85744-993-8.
- Analyse your chess. Gloucester Publishers, London 2011, ISBN 978-1-85744-670-8.
- Modern chess. Move by move. Gloucester Publishers, London 2009, ISBN 978-1-85744-599-2.
- How to defend in chess. Learn from the world champions. Everyman Chess, London 2000, ISBN 1857442504.
- The Queen's Gambit declined: 5 Bf4!. Cadogan Chess, London 1998, ISBN 1857442075.